# Gorden-Staupitz
Gorden-Staupitz är en kommun i Landkreis Elbe-Elster i förbundslandet Brandenburg i Tyskland. Kommunen bildades den 31 december 2001 genom en sammanslagning av de tidigare kommunerna Gorden och Staupitz. Kommunen ingår i kommunalförbundet Amt Plessa.